# Raspille
 (mai 2025).
Si vous disposez d'ouvrages ou d'articles de référence ou si vous connaissez des sites web de qualité traitant du thème abordé ici, merci de compléter l'article en donnant les références utiles à sa vérifiabilité et en les liant à la section « Notes et références ».
La Raspille est une rivière du Valais, elle sépare officiellement les deux parties linguistiques du canton, le Haut-Valais et le Bas-Valais.

## Parcours
La Raspille prend sa source au glacier de la Plaine Morte situé dans le canton de Berne. Lors de la naissance de la rivière derrière les falaises du Col de la Roue, elle passe devant le mur des Faverges, s'engouffre à plus de 10 mètres de profondeur, puis ressort en cascade. À ce moment, la rivière ne s'appelle non pas la Raspille (9,3 kilomètres) mais la Tièche (5,8 kilomètres), et le vallon dans lequel elle coule porte le même nom. Descendant les prairies, entre la cabane des Barras et les falaises de l'Aminona-Petit Bonvin, elle passe à la hauteur du réservoir où prend naissance le Bisse du Tsitorret. C'est là que la rivière change de nom et devient la Raspille. Après cela, elle passe sous le hameau de Cordonna, puis entre Miège et Salquenen afin de se jeter finalement dans le Rhône entre Salquenen et Sierre.
Dans les années 1980, il était prévu de construire un bassin de rétention dans la zone de la Tièche afin d'assurer le ravitaillement en eau de la station de Crans-Montana, mais des organisations écologistes mirent leur véto à la construction.
Elle est également la frontière linguistique entre le Valais romand et le Haut-Valais.

### Sources
- Carte topographique, Swisstopo